# Stéphane Rousseau
Stéphane Rousseau (ur. 17 września 1966 w LaSalle, dzielnicy Montrealu) – kanadyjski aktor i komik.
W latach 2004–2010 był żonaty z tancerką i choreografką Maud Saint-Germain, z którą ma syna Axela (ur. 25 grudnia 2008).

## Filmografia
- 1998: La Petite vie (serial TV) jako Scott Towel
- 2002: Les dangereux jako Francis Jobin
- 2003: Inwazja barbarzyńców (Les invasions barbares) jako Sébastien
- 2005: The Locrian Mode jako Francisco Foote
- 2006–2007: Le cœur a ses raisons (serial TV) jako Bo Bellingsworth
- 2008: Modern Love jako Vincent
- 2008: Asterix na olimpiadzie (Astérix aux jeux olympiques) jako Romantix/Lovesix
- 2009: Les Parlementeries jako prezydenta
- 2010: Fatal jako Chris Prolls
- 2012: Omertà jako Sam Cohen
- 2013: Paris à tout prix jako Nicolas
- 2014: Le vrai du faux jako Marco Valois